# La Ilustración de la Mujer
La Ilustración de la Mujer est un magazine catalan bimensuel consacré à la littérature, aux sciences et aux beaux-arts, adressé aux femmes à la fin du XIXe siècle. Connue notamment pour sa « Galerie des Femmes remarquables »,  la revue est considérée comme étant l'un des premiers titres de la presse féminine en Europe.

## Histoire
Éditée en Catalogne et distribuée dans plusieurs pays, la revue fait paraître son premier numéro le 1er juin 1883 à l'imprimerie Lluís Tasso i Serra, au 21 rue de l'Arc del Teatre, dans le quartier gothique de la vieille ville de Barcelone. De nombreuses femmes importantes de la société catalane de l'époque contribuent à son succès.

## Collaboratrices
- Gertrudis Gómez de Avellaneda (1814-1973), femme de lettres espagnole ;
- Dolors Monserdà (1845-1919), écrivaine catalane ;
- Clotilde Cerdà i Bosch (1861-1926), compositrice[2] ;
- Concepción Gimeno de Flaquer (1850-1919), écrivaine, rédactrice et féministe espagnole ;
- Emilia Calé Torres de Quintero, journaliste et poétesse née à la Corogne ;
- Julia de Asensi, écrivaine et journaliste madrilène ;
- Josefa Estévez de García del Cant, écrivaine de Valladolid ;
- María Mendoza de Vives, romancière et poétesse de Malaga.

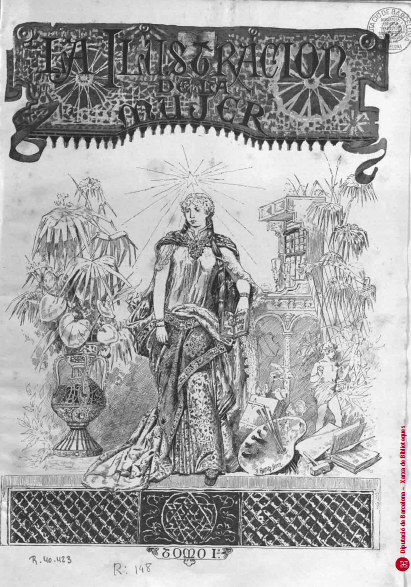
La première Une, en 1883.

.

## La «Galerie des Femmes remarquables»
La « Galerie des Femmes remarquables » (Galeria de Mujeres Notables) est une section de la revue La Ilustración de la Mujer, consacrée aux portraits de femmes importantes de l'époque.
Parmi les femmes dont le parcours est présenté dans le magazine :
- Maria de la Paz, Infante d'Espagne et princesse de Bavière ;
- Lucinda Simões, actrice portugaise ;
- Martina Castells i Ballespí, doctoresse catalane ;
- Cecilia Böhl de Faber y Larrea, écrivaine catalane ;
- Adelina Patti, soprano italienne ;
- Juliette Lambert, écrivaine et féministe française ;
- Gertrudis Gómez de Avellaneda, poétesse espagnole ;
- Angela Grassi, écrivaine romantique espagnole ;
- Maria Josefa Massanés, écrivaine catalane ;
- Blanca Donadio, chanteuse ;
- Adelaïde Ristori, actrice de théâtre italienne ;
- Elena Teodorini, chanteuse roumaine ;
- Elisa Mendoza Tenorio, actrice catalane ;
- Sophie Menter, pianiste et compositrice allemande ;
- Josefa Pujol de Collado, directrice de revue ;
- Rosario de Acuña, écrivaine madrilène ;
- Lujza Blaha, actrice et chanteuse hongroise.

## Galerie

Quelques portraits du magazine
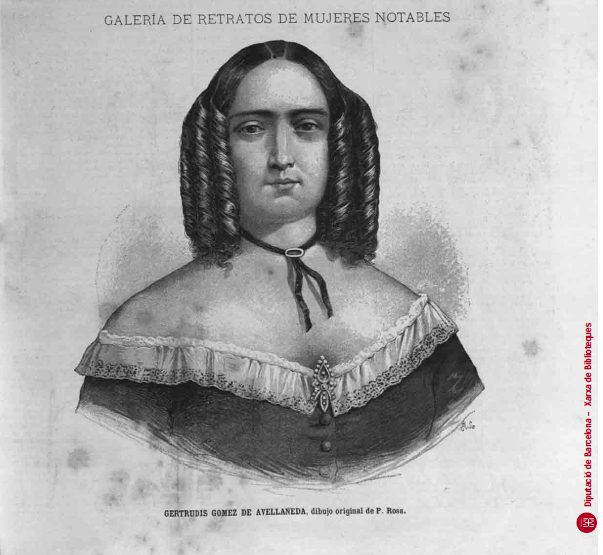
Gertrudis Gómez de Avellaneda, numéro 1.
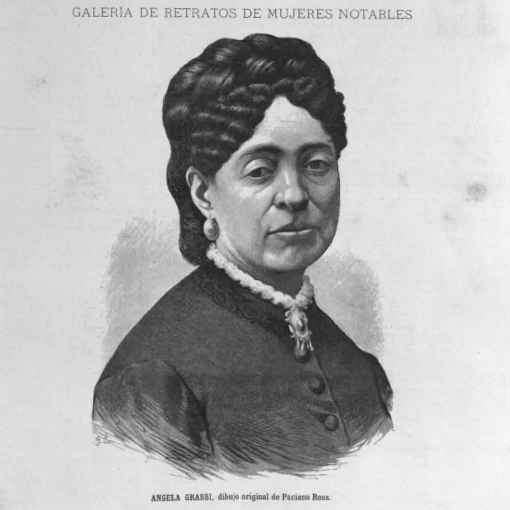
Angela Grassi, numéro 10.
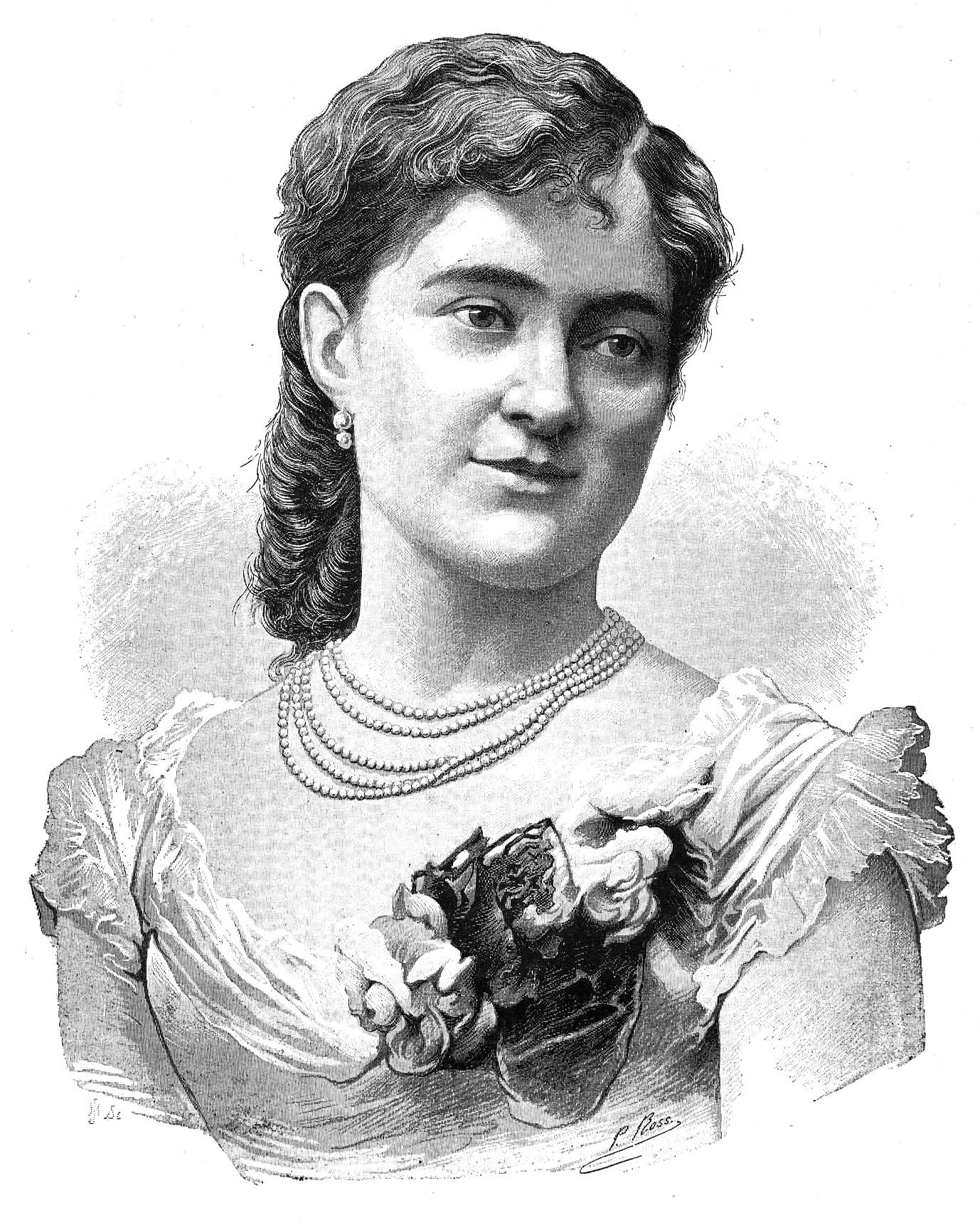
Clotilde Cerdà, numéro 11.